# 144ª Brigata meccanizzata
La 144ª Brigata meccanizzata autonoma (in ucraino 144-та окрема механізована бригада?, 144-ta okrema mechanizovana bryhada, unità militare A4828) è un'unità di fanteria meccanizzata delle Forze terrestri ucraine subordinata al Comando operativo "Sud".

## Storia
La brigata è stata creata il 22 febbraio 2023 come 144ª Brigata fanteria autonoma (in ucraino 144-та окрема піхотна бригада?, 144-ta okrema pichotna bryhada) durante l'espansione della riserva dell'esercito ucraino, aggregando battaglioni di fucilieri reclutati in diverse regioni dell'Ucraina di competenza del Comando operativo "Sud".
A giugno 2024 la brigata è stata impiegata al fronte per la prima volta, venendo schierata nel settore di Pokrovs'k. Nel gennaio 2025 la brigata è stata riorganizzata come unità meccanizzata, facendo seguito alla 141ª, 142ª e 143ª Brigata.

## Struttura
- Comando di brigata[5]
- 469º Battaglione fucilieri (unità militare A4982)[6]
- 470º Battaglione fucilieri (Pyrjatyn, unità militare A4984)[7]
- 471º Battaglione fucilieri (Kropyvnyc'kyj, unità militare A4986)[8]
- 472º Battaglione fucilieri (unità militare A4989)[9]
- 473º Battaglione fucilieri
- 474º Battaglione fucilieri (unità militare A4993)[10]
- Battaglione sistemi senza pilota
- Compagnia ricognizione
- Compagnia controcarri
- Compagnia difesa contraerea
- Compagnia genio
- Compagnia manutenzione
- Compagnia medica

## Simboli
Lo stemma della brigata raffigura una croce dorata in campo blu, elementi araldici della stemma storico della Podolia orientale, dove ha sede l'unità. Al centro si trovano due moschetti incrociati, che indicano la specificità della brigata come unità di fanteria.